# マルティン・ドレーヴェス
マルティン・ドレーヴェス（Martin Drewes、1918年 10月20日 - 2013年10月13日）は、第二次世界大戦時のドイツ空軍の夜間戦闘機のエース・パイロットである。52機の撃墜は、ほとんどがハンドレページ ハリファックスやアブロ ランカスターといったイギリス空軍の4発重爆撃機であった。ドレーヴェスは様々な型のメッサーシュミット Bf110で飛行した。

## 初期の履歴
ドレーヴェスは1918年 10月20日にハノーファー近郊の小さな村ローブマタハーセン＝バイ＝ブラウンシュヴァイク（Lobmachtersen-bei-Braunschweig）で地元の薬剤師の息子として生まれた。
1930年代終わりにドイツ陸軍の士官学校に入校し、卒業近くになった1939年にドイツ空軍へ転籍した。

## 第二次世界大戦
ドレーヴェスは最初に北海上空の防空警戒飛行を担当するメッサーシュミット Bf110装備の第76駆逐航空団（KG 76）/第II飛行隊に配属された。
1941年5月にドイツ空軍は、アングロ・イラク戦争でイラク側を支援するためにハインケル He111の1コ飛行中隊（第4爆撃航空団（KG 4）/第4飛行中隊）、メッサーシュミット Bf110の1コ飛行中隊（KG 76/第4飛行中隊）、1機の ユンカース Ju 90を含む輸送機12機で構成されるイラク航空指揮官 (Fliegerführer Irak)を派遣した。
中東での10日間の小競り合いでドレーヴェスは1機の戦果（グロスター グラディエーター）を挙げた。連合軍側の対抗する航空勢力は軽微であり、ドイツ空軍は主に地上支援活動に専念した。モースルでのイギリス空軍による襲撃により破損した2機を部品取りに使用したにもかかわらず、5月26日には飛行可能なBf 110は残されておらず、翌日にドレーヴェスと部隊は撤退した。その後まもなくZG 76は夜間戦闘機部隊に転換され、第3夜間戦闘航空団（NJG 3）と改称された。
ドレーヴェスは、戦争終結まで所属することになる第1夜間戦闘航空団（NJG 1）に異動する前にドイツ上空で夜間での一定の戦果を挙げていた。1944年にNJG 1/第III飛行隊の飛行隊長になった。戦争終結までに252回の作戦飛行に出撃し、52機の戦果（昼間にスーパーマリン スピットファイア1機、グロスター グラディエーター1機、7機のアメリカ陸軍航空軍の4発爆撃機と夜間に43機のイギリス空軍の夜間爆撃機）を挙げた。このほとんどは通信士のゲオルグ・「ショルシュ」・ペッツ（Georg "Schorsch" Petz）曹長を同乗させてのものである。ドレーヴェスは柏葉付騎士鉄十字章を授与された。
戦争終結時にドレーヴェスはイギリス軍の捕虜となり、1949年にブラジルのブルメナウに移住してそこでブラジル人の妻と暮らしていた。ドイツには度々帰郷、2010年に妻を亡くし、2013年の10月に死去した。

## 撃墜記録
235回の作戦飛行で
- 1機　グロスター グラディエーター
- 1機　スーパーマリン スピットファイア
- 1機　ショート スターリング

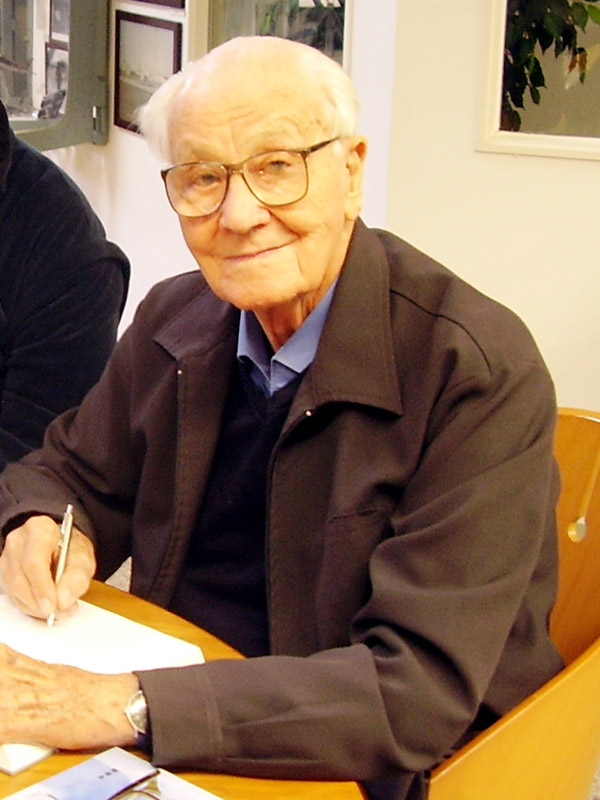
ハノーファー航空博物館でのマルティン・ドレーヴェス（2011年）

- 1機　コンソリデーテッド B-24 リベレーター
- 6機　ボーイング B-17
- 9機　ハンドレページ ハリファックス
- 33機　アブロ ランカスター[脚注 4][脚注 5]

## 受勲
- 鉄十字章（1939）
  - 2級（1941年5月26日）[3]
  - 1級（1943年4月9日）[3]
- ドイツ十字章金章（1944年2月24日）：第1夜間戦闘航空団/第11飛行中隊の中尉として[4]
- 空軍名誉杯（1944年3月31日）
- 柏葉付騎士鉄十字章
  - 騎士鉄十字章（1944年7月26日）：第1夜間戦闘航空団／第III飛行隊長の大尉として[5][脚注 6]
  - 柏葉 第839号（1945年4月17日）：第1夜間戦闘航空団／第III飛行隊の飛行隊長の少佐として[6][7]

## 参照
出典
1. ↑  Weal 1999, p. 65–66.
2. ↑  Morre em Blumenau Martin Drewes, ex-piloto da força aérea alemã na Segunda Guerra Mundial
3. 1 2  Thomas 1997, p. 131.
4. ↑  Patzwall and Scherzer 2001, p. 92.
5. ↑  Fellgiebel 2000, p. 165.
6. 1 2  Scherzer 2007, p. 280.
7. ↑  Fellgiebel 2000, p. 102.

参考文献
- Drewes, Martin (2002). Sombras da noite. Rio de Janeiro: Adler Editora. ISBN 85-89015-02-5.
- Fellgiebel, Walther-Peer (2000). Die Träger des Ritterkreuzes des Eisernen Kreuzes 1939–1945 (in German). Friedburg, Germany: Podzun-Pallas. ISBN 3-7909-0284-5.
- Mauermann, Helmut (2005). Fliegerhorst Störmede. Eine Chronik in Bild und Wort. German language book of the base of III./NJG 1 Dec 1944 until March 1945, with a foreword of Martin Drewes
- Obermaier, Ernst (1989). Die Ritterkreuzträger der Luftwaffe Jagdflieger 1939 – 1945 (in German). Mainz, Germany: Verlag Dieter Hoffmann. ISBN 3-87341-065-6.
- Patzwall, Klaus D. and Scherzer, Veit (2001). Das Deutsche Kreuz 1941–1945 Geschichte und Inhaber Band II (in German). Norderstedt, Germany: Verlag Klaus D. Patzwall (in German). ISBN 3-931533-45-X.
- Scherzer, Veit (2007). Die Ritterkreuzträger 1939–1945 Die Inhaber des Ritterkreuzes des Eisernen Kreuzes 1939 von Heer, Luftwaffe, Kriegsmarine, Waffen-SS, Volkssturm sowie mit Deutschland verbündeter Streitkräfte nach den Unterlagen des Bundesarchives (in German). Jena, Germany: Scherzers Miltaer-Verlag. ISBN 978-3-938845-17-2.
- Thomas, Franz (1997). Die Eichenlaubträger 1939–1945 Band 1: A–K (in German). Osnabrück, Germany: Biblio-Verlag. ISBN 3-7648-2299-6.
- Weal, John (1999). Messerschmitt Bf 110 Zerstörer Aces World War Two. Oxford: Osprey. ISBN 1-85532-753-8.